# Jurupa
 'Jurupa' es un cultivar moderno de higuera de tipo higo común Ficus carica bífera, de higos de piel color verde amarillento. En América del Norte son capaces de ser cultivadas en USDA Hardiness Zones 8B a más cálida.

## Sinonimia
Hilgardia, Vol. 23, No. 11, 1955, p. 406, por Condit; y en Ortho Book 'Citrus and Subtropical Fruit' Memo, 1985, por Claude Sweet:
- „Jarupa“,,[4][5]
- „Dattero“,
- „Dottato“,
- „White Kadota“,

## Historia
La Universidad de California en Riverside (UC Riverside) ha mantenido programas de mejoramiento de variedades de higos desde 1922. Los cultivares 'Conadria' y 'DiRedo' fueron lanzados a la industria a partir de este programa a mediados de la década de 1950 y el cultivar 'Jurupa' fue seleccionado por Julius Enderud una vez que el programa de cría de higos fue cerrado por la universidad de Riverside.
La clave para el desarrollo de las plántulas híbridas de higo que son persistentes o del tipo higo común llegó en 1942 cuando el Dr. Ira Condit descubrió un tipo único de cabrahigo creciendo en Cordelia, California. Este Cabrahigo, que se cree que es un cultivar europeo llamado 'Croisic', era partenocárpico, comestible y podía transmitir la característica persistente a una porción de una población de plántulas desarrollada a partir de él.
Con el tiempo, a través de los esfuerzos del Dr. William Storey, el cabrahigo 'Cordelia' se mejoró a través de la hibridación. A finales de la década de 1970, se identificaron tres cabrahigos persistentes superiores como padres del polen, cada uno de los cuales portaba abundantes cargas de fruta con piel verde, carne blanca y pulpa de ámbar. Uno de los cabrahigos contenía genes del cultivar 'Calimyrna'. A finales de la década de 1980, con una hibridación adicional, James Doyle identificó cuatro nuevos cabrahigos con frutos persistentes, cada uno con un porcentaje variable del genoma de 'Calimyrna'.
Esta higuera fue criada en California por el obtentor Ira J. Condit en la década de 1960, teniendo como parental materna la variedad turca 'Sari Lop' y posteriormente cruzado el resultado con 'Grosse Monstreuse Di Lipari', relacionado con 'Dottato'. Una de las variedades del Dr. Condit que surgieron del programa de mejoramiento en Riverside, California. 
Los cruces los habría hecho Julius Enderud de UC Riverside entre 1960 y 1970. Cuando se cerró el programa de cría de higos, se transfirieron porciones del germoplasma al « “Jurupa Mountains Cultural Center” » ("Centro Cultural de las Montañas Jurupa"). Enderud seleccionó esta plántula y la transfirió al Centro Cultural para su posterior evaluación y propagación. Es uno de los mejores higos en el área de San José. Es muy similar a 'Excel' en calidad pero un 30% más grande.
Higos de buen sabor. Buenos para su cultivo en la costa oeste. Ideal para climas cálidos.

## Características
Las higueras 'Jurupa' se pueden cultivar en USDA Hardiness Zones 8B a más cálida.
La planta es un árbol mediano bífera. El árbol es vigoroso. El higo, es piriforme con un ostiolo más pequeño que el del 'Dottato'. Sus hojas suelen estar provistas de 3 o de cinco lóbulos poco profundos.
Hoja generalmente pequeña; subcordato en la base; con 3 o 5 lóbulos. Las plantas son vigorosas, pero no particularmente resistentes.
La cosecha de brevas es escasa con frutos piriformes más grandes que los higos de verano-otoño, y como a menudo se observa, es menos sabrosa. La carne varía de ámbar a rojo claro, dependiendo de las temperaturas y las condiciones de crecimiento. Las brevas son más blanquecinas.
Los colores de los higos de verano son generalmente más intensos con una carne que puede contrastar al tirar más fácilmente hacia tonos bermejos. Muy buena calidad de sabor. El fruto de este cultivar es piriforme de tamaño mediano a grande 90 gramos, rico en aromas, son refrescantes y muy dulces en sabor. Su interior es de color rosa intenso o rojo y la piel es de color amarillo verdoso. Es ideal para climas cálidos y secos como el del Valle Central. Otra variedad de higo criada por el Dr. Ira Condit, seleccionado y nombrado por Julius Enderud. 'Jurupa' es buena tanto para uso fresco como para secado.
Esta variedad es autofértil y no necesita otras higueras para ser polinizada. El higo tiene un ostiolo pequeño que evita el deterioro durante condiciones climáticas adversas. Un híbrido que es un poco resistente, pero tiende a salir temprano, un punto negativo en áreas con heladas tardías.

## Cultivo
Se cultiva sobre todo en el Valle Central y el Valle de San Joaquín de California.
'Jurupa' son higueras productoras de higos que dan lugar a excelente higos para todo uso, tanto para mermeladas, higos secos y consumo en fresco.